# Karjat (Raigad)
Karjat es una ciudad y municipio situada en el distrito de Raigad en el estado de Maharashtra (India). Su población es de 29663 habitantes (2011). Se encuentra a orillas del río Ulhas, a 59 km de Bombay y a 80 km de Pune.

## Demografía
Según el censo de 2011 la población de Karjat era de 29663 habitantes, de los cuales 15248 eran hombres y 14415 eran mujeres. Karjat tiene una tasa media de alfabetización del 88,38%, superior a la media estatal del 82,34%: la alfabetización masculina es del 91,65%, y la alfabetización femenina del 84,94%.